# Nordwind (Band)
Nordwind war eine deutsche Rechtsrock-Band aus Nürnberg. Die Bandmitglieder bezeichneten ihren Musikstil als Vikingrock.

## Bandgeschichte
Gegründet wurde Nordwind 1994 u. a. von Ronald Haser. Vorläufer der Band war die Gruppe „Volkszorn“. In den ersten beiden Jahren war Nordwind unter dem Bandnamen „Odins Erben“ bekannt, unter dem die beiden Alben „Helden sterben einsam“ und „Asgard, wir kommen!“ erschienen. Mit gleicher Besetzung wurde die Band in „Nordwind“ umbenannt.
Nordwind veröffentlichte insgesamt 17 CDs und betrieb von 1996 bis etwa 2019 ihr eigenes Label „Nordwind Records“. Haser betrieb bis etwa 2000 den rechten Szeneladen „Utgard“ und danach ein Tattoostudio. 1996 verließ der Bassist Ralf G. die Band; im gleichen Jahr stieß der Bassist Jörg Kazubowski dazu. 2002/2003 verließen Christoph Markgraf und Jörg Kazubowski die Band.
2002 brachte Ronald Haser „Seelenloser Ort“ als Soloprojekt heraus. Mit zwei neuen Mitgliedern erschienen 2003 und 2005 „Eure kranke Welt ist unsere Bühne“ (Eigenproduktion) und „A Very White X-mas“ als Split-CD zusammen mit der Band Agitator. Zwischen den Veröffentlichungen der beiden Alben kam es zu bandinternen Streitigkeiten. Der Schlagzeuger, der auch schon bei der Nürnburger Band Aufbruch spielte, wurde von dem Bandkopf Haser per SMS aus der Band geworfen. Ersatz fand die Gruppe mit dem Drummer Klaus, der zuvor bei der bayerischen Band „Fadenkreuz“ gespielt hatte.
Zwischen 2005 und 2014 war die Band weitgehend inaktiv und galt als von Ronald Haser inoffiziell „aufgelöst“. Ab Februar 2014 kam es zu neuen Aufnahmen im Soloprojekt „Stöhrenfried“, das als Neuanfang für den Gitarristen und Sänger Ronni gedacht war, der Nordwind schließlich neu gründete. 2014 wurde das Album „Stolz und Stark“ als limitierte Sammler-Edition mit verändertem Coverdesign als Vinyl-Schallplatte produziert.
2018 war der letzte Liveauftritt der Band Nordwind, gespielt wurde unplugged vor exklusivem Publikum. Im Jahr 2019 veröffentlichte Nordwind die letzten drei Lieder auf dem Videoportal YouTube, darunter „Hurt“ (von Nine Inch Nails), „Deutschland Vaterland“ (von Ultima Thule) und „Niemals Knecht“.
Am 10. Januar 2020 verstarb Ronald Haser.

## Musikstil
Nordwind spielte Vikingrock, Balladen und Coverversionen deutscher Schlager („Im Wagen vor mir“) und amerikanischer Songs („Be my Baby“ oder „Summer Wine“) der 50er und 60er Jahre im Rockabilly-Stil. Nordwind gehörte dabei zu einer in den 1990er Jahren entstandene Strömung von Bands, die die deutsche Skinhead-Szene um Kelten- und Germanenkult erweiterte. Insbesondere in der Gründungszeit waren auch die Texte nationalistisch gehalten:

„Wir marschieren Hand in Hand
Nur für unser Vaterland
Nimmt das Schicksal seinen Lauf
Diesmal hält uns keiner auf!“

Sie gehörte außerdem eine Zeitlang der Initiative „Identität durch Musik“ an, die im Sinne einer europäischen Identitätsbewegeung versuchte, den „Rechtsrock aus seiner vermeintlichen subkulturellen Marginalisierung zu führen“. Die Initiative wollte nach dem Vorbild des Rock identitaire français eine deutsche „Identitätsmusik“ hervorbringen.
Die Band ist dem Rechtsrock zuzuordnen. Zwar distanzierte sich Nordwind seit einigen Jahren von jeglichen rechts- und linksgerichteten Aktivitäten, auf der anderen Seite ist die Band jedoch auf der „Schulhof-CD“ der NPD vertreten und veröffentlichte auch einige Cover-Songs, wie z. B. „Stiefel auf Asphalt“ oder „Twelve White Horses“ von der rechtsextrem ausgerichteten Vorläuferband Volkszorn, bei der Haser in der Ur-Besetzung als Sänger aktiv war.
Musikalisch vergleichbar ist die Nordwind mit der schwedischen Vikingrock-Band Ultima Thule.
Die Band besang ihre Vorstellungen von der Zeit der Wikinger oder befasste sich mit nordischer Mythologie. Teilweise bediente sich die Band des Stils der Nationalromantik, wie beispielsweise beim Titel „Mein Land“, mit dem die Band auf der „Schulhof-CD“ 2006 der NPD vertreten ist.

## Diskografie

### Studioalben Odins Erben
- 1994: Helden sterben einsam (V88 Records, 001)
- 1995: Asgard, wir kommen! (Rock-O-Rama Records, BHCD 25)

### Studioalben Nordwind
- 1995: Walhalla ruft! (Funny Sounds, FUN CD 016)
- 1996: Stolz und Stark (Funny Sounds, FUN 031)
- 1997: The Viking Party (Live, Nordwind Records, NWCD 9701)
- 1998: Liebe, Lust & Limonade (Dim Records, DIM 062)
- 1999: Zu neuen Ufern (Nordwind Records, NWCD 9901)
- 2003: Eure kranke Welt ist uns're Bühne (Nordwind Records, NWCD 0301)
- 2022: Niemals Knecht (Germania Versand, Ger.-Rec. 075)

### EPs
- 1996: Patriotische Balladen (Funny Sounds, FUN 020)
- 1996: …für die Kinder dieses Landes (Funny Sounds, FUN 029)
- 1998: Wir (Funny Sounds, FUN 057)
- 1998: Words of Odin (Nordwind Records, NWCD 9801)
- 2002: Seelenloser Ort (Nordwind Records, nwcd_0301, WT 66)
- 2022: Wir sind auf Feindfahrt (Germania Versand, Ger.-Rec. 076)

### Wiederveröffentlichungen/sonstige Veröffentlichungen
- 1996: Stolz und Stark (Wiederveröffentlichung aus dem Jahr 1996 mit 3000 Kopien, Nordwind Records, NWCD 9601)
- Donnerhall (DVD)
- 2000: Herzlich willkommen (Wiederveröffentlichung von „Walhalla ruft!“ jedoch ohne das Lied „Johannes Paul“, Nordwind Records)
- 2000: Stiefel auf Asphalt (Zusammenfassung der CDs „...für die Kinder dieses Landes“; „Patriotische Balladen“ und „Wir“, Nordwind Records)
- 2000: The Rebells – Stand up and be counted (Projekt mit WHITE WOLF, Wotan Records)
- 2005: ...A Very White X-Mas!!! Brought To You By Rudolph & His Santas (Split-CD, Wotan Records, Wotan Rec. 116)
- 2014: Stolz und Stark (Limitierte Sammler Edition) (Wiederveröffentlichung von „Stolz und Stark“ aus 1996, verändertes Coverdesign und erschienen als LP in Rot und Schwarz, Raise your Hammer Records, RYHR03)
- 2017: Asgard, Wir kommen! (Wiederveröffentlichung aus dem Jahr 1995, unter der Bezeichnung ALCD 18 für CD und einmal für Vinyl Schallplatte)
- 2022: Niemals Knecht/Wir sind auf Feindfahrt (Germania Versand, Doppel Digipack, Ger.-Rec. 075, Ger.-Rec. 076)
- 2022: Niemals Knecht/Wir sind auf Feindfahrt (Germania Versand, Holzbox, Ger.-Rec. 075, Ger.-Rec. 076)

### Sampler-Beiträge
- 1995: Unser Kampf – Deutsches Balladenliedgut (Ode to Odin und Steiniger Weg)
- 1996: Unser Kampf – Deutsches Balladenliedgut Teil 2 (Das Leben geht weiter)
- 1996: Oi! A Tribute (Beginning of the End und Questions and Answers)
- 1997: Carolus Rex 3 (Asgard, Wir kommen! und Party in Valhalla (mit Ultima Thule))
- 1997: Rock Nord – Die Kollektions CD (Einmal nur)
- 1997: Rock Nord – Die Kollektions CD Nr. 2 (Wir)
- 1997: Deutsche Techno Attacke LemMixx (Odin Ruft – Remix von Ode to Odin)
- 1998: Unser Kampf – Deutsches Balladenliedgut Teil 4 (Vaterland und Twelve White Horses)
- 1998: Nordland Erwache (Drachenschiff)
- 1998: We Will never die! Vol. 1 (Our Boots are made for stompin und Ravens in the sky)
- 1998: Rock Nord – Kollektions CD Nr. 3 (Kinder der Nacht und Band des Jahrhunderts)
- 1998: Rock Nord – Kollektions CD Nr. 4 (Stolz und Stark)
- 1998: A Way Of Life – Hymnen Der Arbeiterklasse (Stiefel auf Asphalt und Skinhead)
- 1998: Süddeutsche Wut (Armee der Verlierer)
- 2004: Schnauze Voll? Wahltag Ist Zahltag (Seelenloser Ort)
- 2005: Schulhof-CD – Hier Kommt Der Schrecken Aller Linken Spießer Und Pauker (Leb’ dein Leben und Bürokrat II)
- 2006:  Schulhof-CD – Hier Kommt Der Schrecken Aller Linken Spießer Und Pauker (Leb’ dein Leben und Mein Land)
- 2007: Nationale gegen Kinderschänder (Seelenloser Ort)